# Електрометалургія
Електрометалургі́я — галузь металургії, яка охоплює процеси одержання, рафінування і оброблення металів і сплавів із руд та концентратів за допомогою електричної енергії.
В електрометалургії застосовуються електротермічні і електрохімічні процеси. Електротермічні процеси використовуються для видобування металів з руд і концентратів, виробництва і рафінування чорних і кольорових металів і сплавів на їх основі (Електротермія). У цих процесах електрична енергія є джерелом технологічного тепла. Електрохімічні процеси поширені у виробництві чорних і кольорових металів на основі електролізу водних розчинів і розплавлених середовищ (Електрохімія). Тут за рахунок електричної енергії здійснюються окиснювально-відновні реакції на межах розділу фаз при проходженні струму через електроліти. Особливе місце в цих процесах займає гальванотехніка, в основі якої лежать електрохімічні процеси осадження металів на поверхню металевих і неметалічних виробів.
Електротермічні процеси охоплюють плавку сталі в дугових і індукційних печах (див. Електросталеплавильне виробництво), спецелектрометалургію, рудовідновну плавку, що включає виробництво феросплавів і штейнів, виплавку чавуну в шахтних електропечах, отримання нікелю, олова і інших металів.
Електросталеплавильний процес найактивніше розвивається у США, де за 40 років (1965-2005 рр.) він збільшився більш ніж у 5 разів: з 10 до 55%. У Японії та Німеччині даний процес розвивався не так інтенсивно і в наш час[коли?] його частка в цих країнах становить близько 25 і 30% відповідно. 
Дуже інтенсивно розвивається електросталеплавильний процес у Південній Кореї (з 30 до 45%), а в Росії та Китаї він останніми роками практично не розвивається: його частка становить близько 15%. Частка електросталі в Україні найнижча, і, незважаючи на деякий підйом у 2005-2007 рр., становить 10%.

## Електродугова плавка
Електросталь, призначена для подальшого переділу, виплавляється головним чином в дугових печах з основною футеровкою. Важливі переваги цих печей перед іншими сталеплавильними агрегатами (можливість нагріву металу до високих температур за рахунок електричної дуги, відновна атмосфера в печі, менший чад легуючих елементів, високоосновні шлаки, що забезпечують істотне зниження вмісту сірки) зумовили їх використання для виробництва легованих високоякісних сталей — корозійностійких, інструментальних (в тому числі швидкорізальних), конструкційних, електротехнічних, жароміцних тощо, а також сплавів на нікелевій основі. Світова тенденція розвитку плавки електродуги — збільшення ємності одиничного агрегату до 200—400 т, питомої потужності трансформатора до 500—600 і більше КВА/т, спеціалізація агрегатів (у одних — тільки розплавлення, в інших — рафінування і легування), високий рівень автоматизації і застосування ЕОМ для програмного керування плавкою. У печах підвищеної потужності економічно доцільно плавити не тільки леговану, але і рядову вуглецеву сталь. У розвинених країнах частка вуглецевої сталі від загального об'єму електросталі, що виплавляється в електропечах, становить 50 % і більш. У СРСР в електропечах виплавлялося ~80 % легованого металу.
Для виплавки спеціальних сталей і сплавів набувають поширення плазмено-дугові печі з основним керамічним тиглем (ємністю до 30 т), обладнані плазмотронами постійного і змінного струму (Плазмова металургія). Дугові електропечі з кислою футеровкою використовують для плавки металу, призначеного для сталевого литва. Кислий процес в цілому більш високопродуктивний, ніж основний, через короткочасність плавки завдяки меншій тривалості окислювального і відновного періодів. Кисла сталь дешевша за основну унаслідок меншої витрати електроенергії, електродів, кращу стійкість футеровки, меншу витрату розкислювачів і можливості здійснення кремнієвідновного процесу. Дугові печі ємністю до 100 т широко застосовуються також для плавки чавуну в чавуноливарних цехах.

## Індукційна плавка
Плавка сталі в індукційній печі, здійснювана в основному методом переплавки, зводиться, як правило, до розплавлення шихти, розкислювання металу і випуску. Це обумовлює високі вимоги до шихтових матеріалів за змістом шкідливих домішок (P, S). Вибір тигля (основний або кислий) визначається властивостями металу. Щоб кремнезем футеровки не відновлювався в процесі плавки, сталі і сплави з підвищеним вмістом Mn, Ti, Al виплавляють в основному тиглі. Істотний недолік індукційної плавки — холодні шлаки, які нагріваються тільки від металу. У ряді конструкцій цей недолік усувається шляхом плазмового нагріву поверхні метал-шлак, що дозволяє також значно прискорити розплавлення шихти. У вакуумних індукційних печах виплавляють чисті метали, сталі і сплави відповідального призначення (Вакуумна плавка). Ємність існуючих печей від декількох кг до десятків т. Вакуумну індукційну плавку інтенсифікують продуванням інертними (Ar, He) і активними (CO, CH4) газами, електромагнітним перемішуванням металу в тиглі, продуванням металу шлакоутворюючими порошками.

## Спецелектрометалургія
Спецелектрометалургія охоплює нові процеси плавки і рафінування металів і сплавів, що отримали розвиток в 50—60-х рр. 20 ст. для задоволення потреб сучасної техніки (космічної, реактивної, атомної, хімічного машинобудування і ін.) в конструкційних матеріалах з високими механічними властивостями, жароміцністю, корозійною стійкістю і т. д. Спецелектрометалургія включає вакуумну дугову плавку (Дугова вакуумна піч), електроннопроменеву плавку, електрошлакову переплавку і плазмено-дугову плавку. Цими методами переплавляють сталі і сплави відповідального призначення, тугоплавкі метали — вольфрам, молібден, ніобій і їхні сплави, високореакційні метали — титан, ванадій, цирконій, сплави на їх основі і ін. Вакуумна дугова плавка була запропонована в 1905 В. фон Больтоном (Німеччина); у промислових масштабах цей метод вперше використаний для плавки титана В. Кроллом (США) в 1940. Метод електрошлакової переплавки розроблений в 1952—53 в Інституті електрозварювання ім. Є. О. Патона АН УРСР. Для отримання сталей і сплавів на нікелевій основі особливо відповідального призначення застосовують різні варіанти дуплекс-процесів, найважливіший з яких — поєднання вакуумної індукційної плавки і вакуумно-дугової переплавки. Особливе місце в спецелектрометалургії займає вакуумна гарнісажна плавка, в якій джерелами тепла служать електрична дуга, електронний промінь, плазма. У цих печах, вживаних для високоактивних і тугоплавких металів (W, Мо та інші і сплави на їхній основі), порція рідкого металу у водоохолоджуваному тиглі з гарнісажем використовується для отримання зливків і фасонних відливок.

## Рудовідновна плавка
Рудовідновна плавка включає виробництво феросплавів, продуктів кольорової металургії — мідних і нікелевих штейнів, свинцю, цинку, титанових шлаків і ін. Процес полягає у відновленні природних руд і концентратів вуглецем, кремнієм і іншими відновниками при високих температурах, що створюються головним чином за рахунок могутньої електричної дуги (Руднотермічна піч). Відновні процеси зазвичай є безперервними. У міру проплавлення підготовлену шихту завантажують у ванну, а отримувані продукти періодично випускають з електропечі. Потужність таких печей досягає 100 МВа. У деяких країнах (Швеція, Норвегія, Японія, Італія і інших) на основі рудовідновної плавки виробляється чавун в електродоменних печах або електродугових бесшахтних печах.

## Електрохімічні процеси отримання металів
Г. Деві в 1807 вперше застосував електроліз для отримання натрію і калію.
В кінці 1970-х рр. методом електролізу отримують більше 50 металів, зокрема мідь, нікель, алюміній, магній, калій, кальцій і ін. Розрізняють 2 типи електролітичних процесів. Перший пов'язаний з катодним осадженням металів з розчинів, отриманих методами гідрометалургії, — вилуговуванням руд і концентратів; в цьому випадку відновленню (відкладенню) на катоді металу з розчину відповідає реакція електрохімічного окислення аніона на нерозчинному аноді.
Другий тип процесів пов'язаний з електролітичним рафінуванням металу з його сплаву, з якого виготовляється розчинний анод. На першій стадії в результаті електролітичного розчинення анода метал переводиться в розчин, на другій — він осідає на катоді. Послідовність розчинення металів на аноді і осадження на катоді визначається поряд напруги. Проте в реальних умовах потенціали виділення металів істотно залежать від величини перенапруження водню на відповідному металі. У промислових масштабах рафінують цинк, марганець, нікель, залізо і інші метали; алюміній, магній, калій та ін. отримують електролізом розплавлених солей при 700—1000 °С. Останній спосіб пов'язаний з великою витратою електроенергії (15—20 тис. кВт·год/т) в порівнянні з електролізом водних розчинів (до 10 тис. кВт·год/т).